# Little Willie John
Little Willie John, pseudonimo di William Edward John (Cullendale, 15 novembre 1937 – Walla Walla, 26 maggio 1968), è stato un cantante e compositore statunitense.

## Biografia
Nato in un piccolo centro dell'Arkansas, si è spostato da piccolo con la famiglia a Detroit.
Verso la metà degli anni quaranta ha iniziato a cantare e si è fatto apprezzare dal musicista e produttore Henry Glover e dal sassofonista Paul Williams.
Nel 1955 ha firmato un contratto con la King Records e ha adottato il nome d'arte Little Willie John.
La sua prima registrazione è una versione di All Around the World di Titus Turner. Hanno fatto seguito altri brani di successo come Need Your Love So Bad (portata anni dopo al successo in Europa dai Fleetwood Mac, che l'hanno reinterpretata), Fever (di questo brano è famosa una cover di Peggy Lee), Talk to Me, Talk to Me e altre.
Anche i Beatles hanno reso omaggio all'artista con una cover di Leave My Kitten Alone, brano che doveva essere inserito nell'album Beatles for Sale (1964), ma che è stato pubblicato nel 1995 e la cui versione originale di Little Willie è datata 1959.
Little Willie John era noto nell'ambiente musicale oltre come grande artista anche come un uomo dal carattere difficile e litigioso, peggiorato dall'abuso di alcolici (che fu la causa della rottura del contratto con la casa discografica).
Nell'ottobre del 1964, durante un party, tenutosi a Seattle, il cantante accoltellò a morte, in un litigio, un uomo.
Condannato a vent'anni di carcere (luglio 1966), fu rinchiuso nel penitenziario di Walla Walla dove morì due anni più tardi a soli trent'anni, ufficialmente per un attacco cardiaco.
Subito dopo la morte di Little Willie John, il suo collega James Brown gli dedicò un album dal titolo Thinking About Little Willie John and a Few Nice Things (King Records, 1038).

## Riconoscimenti
- Young Hollywood Hall of Fame (1950's)
- Nel 1996 è stato inserito nella Rock and Roll Hall of Fame.

## Discografia parziale
Singoli
- 1955 - All Around the World/Don't Leave Me Dear (King Records, 4818)
- 1955 - Home at Last/Need Your Love So Bad (King Records, 4841)
- 1956 - Are You Ever Coming Back/I'm Stickin' with You Baby (King Records, 4893)
- 1956 - Fever/Letter from My Darling (King Records, 4935)
- 1956 - My Nerves/Do Something for Me (King Records, 4960)
- 1956 - I've Been Around/Suffering with the Blues (King Records, 4989)
- 1956 - A Little Bit of Loving/Will the Sun Shine Tomorrow (King Records, 5003)
- 1957 - Young Girl/If I Thought You Needed Me (King Records, 5066)
- 1957 - Dinner Date/Uh Uh Baby (No No Baby) (King Records, 5083)
- 1957 - Person to Person/Until You Do (King Records, 5091)
- 1958 - Talk to Me, Talk to Me/Spasms (King Records, 5108)
- 1958 - Let's Rock While the Rockin's Good/You're a Sweetheart (King Records, 5142)
- 1958 - Tell It Like It Is/Don't Be Ashamed to Call My Name (King Records, 5147)
- 1958 - All My Love Belongs to You/Why Don't You Haul Off and Love Me (King Records, 5154)
- 1959 - No Regrets/I'll Carry You Love Wherever I Go (King Records, 5170)
- 1959 - Made for Me/No More in Life (King Records, 5179)
- 1959 - Leave My Kitten Alone/Let Nobody Love You (King Records, 5219)
- 1959 - Let Them Talk/Right There (King Records, 5274)
- 1960 - My Love-Is/Loving Care (King Records, 5318)
- 1960 - I'm Shakin'/A Cottage for Sale (King Records, 5342)
- 1960 - Heartbreak (It's Hurtin' Me)/Do You Love Me (King Records, 5356)
- 1960 - Sleep/There's a Difference (King Records, 5394)
- 1960 - Walk Slow/You Hurt Me (King Records, 5428)
- 1961 - I'll Never Go Back on My Word/Leave My Kitten Alone (King Records, 5452)
- 1961 - I'm Sorry/The Very Thought of You (King Records, 5458)
- 1961 - Flamingo/(I've Got) Spring Fever (King Records, 5503)
- 1961 - Need Your Love so Bad/Drive Me Home (King Records, 5539)
- 1961 - Autumn Leaves/There Is Someone in This World for Me (King Records, 5577)
- 1961 - Take My Love (I Want to Give It All to You)/Now You Know (King Records, 5516)
- 1962 - Fever/Bo-Da-Ley Didd-Ley (King Records, 5591)
- 1962 - The Masquerade Is Over/Katanga (King Records, 5602)
- 1962 - Until Again My Love/Mister Glenn (King Records, 5628)
- 1962 - She Thinks I Still Care/Come Back to Me (King Records, 5667)
- 1962 - Doll Face/Big Blue Diamonds (King Records, 5681)
- 1962 - Half a Love/Without a Friend (King Records, 5694)
- 1963 - Heaven All Around/Don't Play with Love (King Records, 5717)
- 1963 - My Baby's in Love with Another Guy/Come on Sugar (King Records, 5744)
- 1963 - Let Them Talk/Talk to Me (Talk to Me) (King Records, 5799)
- 1963 - So Lovely/Inside Information (King Records, 5818)
- 1963 - Person to Person/I'm Shakin' (King Records, 5823)
- 1964 - Bill Bailey/My Love Will Never Change (King Records, 5850)
- 1964 - All Around the World/All My Love Belongs to You (King Records, 5886)
- 1965 - Talk to Me, Talk to Me/Take My Love (I Want to Give It All to You) (King Records, 6003)

Album
- 1956 - Fever (King Records, 564)
- 1958 - Talk to Me (King Records, 596)
- 1958 - Mister Little Willie John (King Records, 603)
- 1960 - In Action! (King Records, 691)
- 1961 - Sure Things (King Records, 739)
- 1961 - The Sweet, the Hot, the Teen-Age Beat (King Records, 767) EP
- 1962 - Come On and Join Little Willie John at a Recording Session (King Records, 802)
- 1964 - Of All the Songs I've Recorded, I Like These Best (King Records, 895)
- 1966 - Little Willie John Sings All Originals - 24 Songs (King Records, 949)[3]